# Пахнг
Пахнг (вьет. Pà Thẻn), [pa˧˩ŋ̊ŋ˧˥], также кит. 巴哼语, Bāhēng yǔ, бахэн юй; пахынг (вьет. Pá Hưng) — совокупность хмонгских диалектов, распространённых в китайских провинциях Гуйчжоу, Гуанси, Хунань, и на севере Вьетнама, на которой говорят представители народности патхен.

## Классификация
Пахнг издавна считается рассеянным языком с большой разницей между диалектами. Бенедикт считал вьетнамский идиом патхенского континуума отдельной ветвью языков мяо-яо. Ратлифф назвала пахнг самым разнородным языком из тех, что ей пришлось изучить.

## Названия
Носители пахнг называются следующими словами:
- pa31 ŋ̥ŋ35 (巴哼)
- m̥m35 nai33 (唔奈)
- красные яо (红瑶)
- цветные яо (花瑶)
- восемь фамилий яо (八姓瑶)

В Китае народность патхен считается яоской, хотя их язык принадлежит к группе мяо.

## Разновидности
Выделяют следующие идиомы языка:
- нормативный пахнг (巴哼 pa31 ŋ̥ŋ35);
  - северный;
  - южный;
- хм-най (唔奈 m̥m35 nai33),
- вьетнамский пахнг «на-э».

Пол Бенедикт считает на-э отдельной языковой ветвью семья мяо-яо, однако Штрекер возразил ему, сочтя на-э диалектом пахнга.
Джерольд Эдмондсон, первооткрыватель языка эн, описывая диалекты пахнга в деревне Баккуанг (Huyện Bắc Quang) (уезд Тьемхоа (Huyện Chiêm Hoá), север Вьетнама), счёл, что они наиболее близки к пахнгскому говору посёлка Гаоцзи (кит. трад. 高基, пиньинь gāojī, Саньцзян-Дунский автономный уезд, Гуанси).

## Распространение

### Китай
Носители пахнг живут в нижеперечисленных уездах Китая; в каждом — от 1000 до 6000 человек.

| - Гуйчжоу - городской округ Липин (黎平县): Гундун (滚董乡), Шуньхуа (顺化乡) — северный пахнг - городской округ Цунцзян (从江县): Гаоман (高忙乡) — южный пахнг - Гуанси - Жуншуй-Мяоский автономный уезд — около 12 000 носителей - Далан (大浪乡), Данянь (大年乡) Аньтай (安太乡), Дунтоу (洞头乡), Гуньбэй (滚贝乡), Вандун (汪洞乡), Ганьдун (杆洞乡) — северный пахнг - Байюнь (白云乡), Далан (大浪乡), Аньчуй (安陲乡), Сянфэнь (香粉乡) — южный пахнг - Саньцзян-Дунский автономный уезд - Туньлэ (同乐乡), Лаобао (老堡乡) — северный пахнг - Вэньцзе (文界乡), Лянкоу (良口乡) — южный пахнг - Луншэнский многонациональный автономный уезд - Саньмэнь (三门乡), Пиндэн (平等乡) — южный пахнг - Линьгуй (临桂县) - (ещё 13 уездов) | - Хунань - уезд Лунхуэй, Шаоян - Хусиншань (虎形山乡), Сяошацзян (小沙江乡), Мотан (磨塘乡), Дашуйтянь (大水田乡) — хм-най - уезд Дункоу (洞口县), Шаоян — хм-най - уезд Чэньси (辰溪), Хуайхуа — хм-най - уезд Супу (溆浦), Хуайхуа — хм-най - автономный уезд Тундао (通道), Хуайхуа — хм-най - Чэнбу-Мяоский автономный округ (城步苗族自治县), Шаоян - уезд Синьнин (新宁), Шаоян - уезд Суйнин (绥宁), Шаоян (около 100 носителей) |

### Вьетнам
Пахнг распространён в некоторых изолированных населённых пунктах северного Вьетнама. Пахнг является официально признанным народом во Вьетнаме (но не в КНР). Диалект «на-э» был обнаружен Бонифаси (Bonifacy, 1905) в северном Вьетнаме.
- Танчинь (Tân Trịnh), Куангбинь, Хазянг[8];
- Баккуанг, Хазянг[7][9];
  - Деревня Миньтхыонг (Minh Thương), посёлок Танлап (Tân Lập);
  - посёлок Тантхинь (Tân Thịnh);
- деревня Хонгкуанг (Hồng Quang), Тьемхоа (Chiêm Hoá), Туенкуанг (в 62 километрах от города Тьемхоа), носители известны там как цветные мяо (Mèo Hoa)[9]